# Bilbilicallia laevior
Bilbilicallia laevior är en insektsart som beskrevs av Jacobi 1928. Bilbilicallia laevior ingår i släktet Bilbilicallia och familjen sköldstritar. Inga underarter finns listade i Catalogue of Life.